# Ronde van Italië 2013/Eindstanden
De eindstanden van de Ronde van Italië 2013.

## Algemeen klassement
| Nr.       | Renner             | Land      | Ploeg                       | Tijd      |
| --------- | ------------------ | --------- | --------------------------- | --------- |
| Roze trui | Vincenzo Nibali    | Italië    | Astana Pro Team             | 84u53'28" |
| 2         | Rigoberto Urán     | Colombia  | Sky ProCycling              | + 4'43"   |
| 3         | Cadel Evans        | Australië | BMC Racing Team             | + 5'52"   |
| 4         | Michele Scarponi   | Italië    | Lampre-Merida               | + 6'48"   |
| 5         | Carlos Betancur    | Colombia  | AG2R-La Mondiale            | + 7'28"   |
| 6         | Przemysław Niemiec | Polen     | Lampre-Merida               | + 7'43"   |
| 7         | Rafał Majka        | Polen     | Team Saxo-Tinkoff           | + 8'09"   |
| 8         | Beñat Intxausti    | Spanje    | Team Movistar               | + 10'26"  |
| 9         | Mauro Santambrogio | Italië    | Vini Fantini-Selle Italia   | + 10'32"  |
| 10        | Domenico Pozzovivo | Italië    | AG2R-La Mondiale            | + 10'59"  |
| 11        | Franco Pellizotti  | Italië    | Androni Giocattoli          | + 11'35"  |
| 12        | Samuel Sánchez     | Spanje    | Euskaltel-Euskadi           | + 12'13"  |
| 13        | Yury Trofimov      | Rusland   | Team Katjoesja              | + 12'55"  |
| 14        | Tanel Kangert      | Estland   | Astana Pro Team             | + 12'57"  |
| 15        | Robert Kišerlovski | Kroatië   | RadioShack-Leopard          | + 14'27"  |
| 16        | Sergio Henao       | Colombia  | Sky ProCycling              | + 18'19"  |
| 17        | Wilco Kelderman    | Nederland | Blanco Pro Cycling          | + 20'18"  |
| 18        | Darwin Atapuma     | Colombia  | Colombia                    | + 28'56"  |
| 19        | Damiano Caruso     | Italië    | Cannondale Pro Cycling Team | + 30'56"  |
| 20        | Francis Mourey     | Frankrijk | FDJ-BigMat                  | + 32'22"  |
| 21        | Francis De Greef   | België    | Lotto-Belisol               | + 33'20"  |
| 22        | Egoi Martínez      | Spanje    | Euskaltel-Euskadi           | + 37'14"  |
| 23        | Diego Rosa         | Italië    | Androni Giocattoli          | + 40'23"  |
| 24        | José Herrada       | Spanje    | Team Movistar               | + 40'34"  |
| 25        | Evgeni Petrov      | Rusland   | Team Saxo-Tinkoff           | + 41'54"  |

## Nevenklassementen

### Puntenklassement
| Nr.       | Renner               | Land                | Ploeg                       | Punten |
| --------- | -------------------- | ------------------- | --------------------------- | ------ |
| Rode trui | Mark Cavendish       | Verenigd Koninkrijk | Omega Pharma-Quickstep      | 158    |
| 2         | Vincenzo Nibali      | Italië              | Astana Pro Team             | 128    |
| 3         | Cadel Evans          | Australië           | BMC Racing Team             | 111    |
| 4         | Carlos Betancur      | Colombia            | AG2R-La Mondiale            | 108    |
| 5         | Giovanni Visconti    | Italië              | Team Movistar               | 105    |
| 6         | Rigoberto Urán       | Colombia            | Sky ProCycling              | 102    |
| 7         | Mauro Santambrogio   | Italië              | Vini Fantini-Selle Italia   | 89     |
| 8         | Elia Viviani         | Italië              | Cannondale Pro Cycling Team | 88     |
| 9         | Giacomo Nizzolo      | Italië              | RadioShack-Leopard          | 75     |
| 10        | Ramūnas Navardauskas | Litouwen            | Garmin-Sharp                | 65     |

### Bergklassement
| Nr.         | Renner             | Land      | Ploeg                     | Punten |
| ----------- | ------------------ | --------- | ------------------------- | ------ |
| Blauwe trui | Stefano Pirazzi    | Italië    | Bardiani Valvole-CSF Inox | 82     |
| 2           | Giovanni Visconti  | Italië    | Team Movistar             | 45     |
| 3           | Vincenzo Nibali    | Italië    | Astana Pro Team           | 45     |
| 4           | Jackson Rodríguez  | Venezuela | Androni Giocattoli        | 41     |
| 5           | Carlos Betancur    | Colombia  | AG2R-La Mondiale          | 37     |
| 6           | Robinson Chalapud  | Colombia  | Colombia                  | 31     |
| 7           | Rigoberto Urán     | Colombia  | Sky ProCycling            | 26     |
| 8           | Mauro Santambrogio | Italië    | Vini Fantini-Selle Italia | 18     |
| 9           | Fabio Duarte       | Colombia  | Colombia                  | 17     |
| 10          | Pieter Weening     | Nederland | Orica-GreenEdge           | 14     |

### Jongerenklassement
| Nr.        | Renner                     | Land      | Ploeg                     | Tijd       |
| ---------- | -------------------------- | --------- | ------------------------- | ---------- |
| Witte trui | Carlos Betancur            | Colombia  | AG2R-La Mondiale          | 95u00'56"  |
| 2          | Rafał Majka                | Polen     | Team Saxo-Tinkoff         | + 41"      |
| 3          | Wilco Kelderman            | Nederland | Blanco Pro Cycling        | + 12'50"   |
| 4          | Darwin Atapuma             | Colombia  | Colombia                  | + 21'28"   |
| 5          | Diego Rosa                 | Italië    | Androni Giocattoli        | + 32'55"   |
| 6          | Fabio Aru                  | Italië    | Astana Pro Team           | + 1u17'25" |
| 7          | Fabio Felline              | Italië    | Androni Giocattoli        | + 1u23'31" |
| 8          | Jarlinson Pantano          | Colombia  | Colombia                  | + 1u28'09" |
| 9          | Thomas Damuseau            | Frankrijk | Argos-Shimano             | + 1u35'26" |
| 10         | Francesco Manuel Bongiorno | Italië    | Bardiani Valvole-CSF Inox | + 2u04'36" |

### Ploegenklassement
| Nr.            | Ploeg              | Land                | Tijd       |
| -------------- | ------------------ | ------------------- | ---------- |
| Geel rugnummer | Sky ProCycling     | Verenigd Koninkrijk | 254u34'25" |
| 2              | Astana Pro Team    | Kazachstan          | + 4'29"    |
| 3              | Team Movistar      | Spanje              | + 7'27"    |
| 4              | Lampre-Merida      | Italië              | + 10'35"   |
| 5              | Blanco Pro Cycling | Nederland           | + 15'58"   |
| 6              | AG2R-La Mondiale   | Frankrijk           | + 24'59"   |
| 7              | Androni Giocattoli | Italië              | + 39'16"   |
| 8              | Euskaltel-Euskadi  | Spanje              | + 55'42"   |
| 9              | BMC Racing Team    | Verenigde Staten    | + 1u03'24" |
| 10             | Team Katjoesja     | Rusland             | + 1u08'43" |

1e etappe ·
2e etappe ·
3e etappe ·
4e etappe ·
5e etappe ·
6e etappe ·
7e etappe ·
8e etappe ·
9e etappe ·
10e etappe ·
11e etappe ·
12e etappe ·
13e etappe ·
14e etappe ·
15e etappe ·
16e etappe ·
17e etappe ·
18e etappe ·
19e etappe ·
20e etappe ·
21e etappe
Startlijst · Eindstanden · Afbeeldingen